# Констан, Боб
Ро́берт Дж. «Боб» Ко́нстан (англ. Robert J. «Bob» Constan; род. 1 марта 1959, Детройт, Мичиган, США) — американский адвокат и политик-демократ, член Палаты представителей Мичигана. Член Адвокатской ассоциации Мичигана, член и президент (2004—2005) Адвокатской ассоциации Дирборна, член Греческой адвокатской ассоциации Мичигана.

## Биография
Имеет греческие корни.
В возрасте 14-ти лет начал работать помощником официанта в сети семейных ресторанов «Ram's Horn», принадлежащей американским грекам.
В 1977 году окончил среднюю школу в городе Дирборн-Хайтс (Мичиган).
Получил степень бакалавра наук в Мичиганском университете (1982) и доктора права в Школе права Университета Детройт-Мерси (1986).
В 1987—2012 годах занимался адвокатской практикой в Мичигане, представляя местное отделение Демократической партии в делах о защите прав избирателей.
В 2001—2013 годах — временный председатель городского совета Дирборн-Хайтса (2001—2006) и член Палаты представителей Мичигана (2007—2013).
После окончания политической карьеры занялся частной юридической практикой в Дирборн-Хайтсе.

## Личная жизнь
Женат, имеет детей.